# Roetvlek
De roetvlek (Xylena exsoleta) is een nachtvlinder uit de familie Noctuidae (uilen). De voorvleugellengte bedraagt tussen de 24 en 29 millimeter. De soort komt voor in heel Europa. Hij overwintert als imago.

## Waardplanten
De roetvlek heeft als waardplanten allerlei loofbomen, struiken en kruidachtige planten.

## Voorkomen in Nederland en België
De roetvlek is in Nederland en België een zeer zeldzame soort, die wel verspreid over het hele gebied kan worden gezien. De vlinder kent één generatie die vliegt van september tot begin juni met een onderbreking voor de overwintering.